# Federación Internacional de Luge

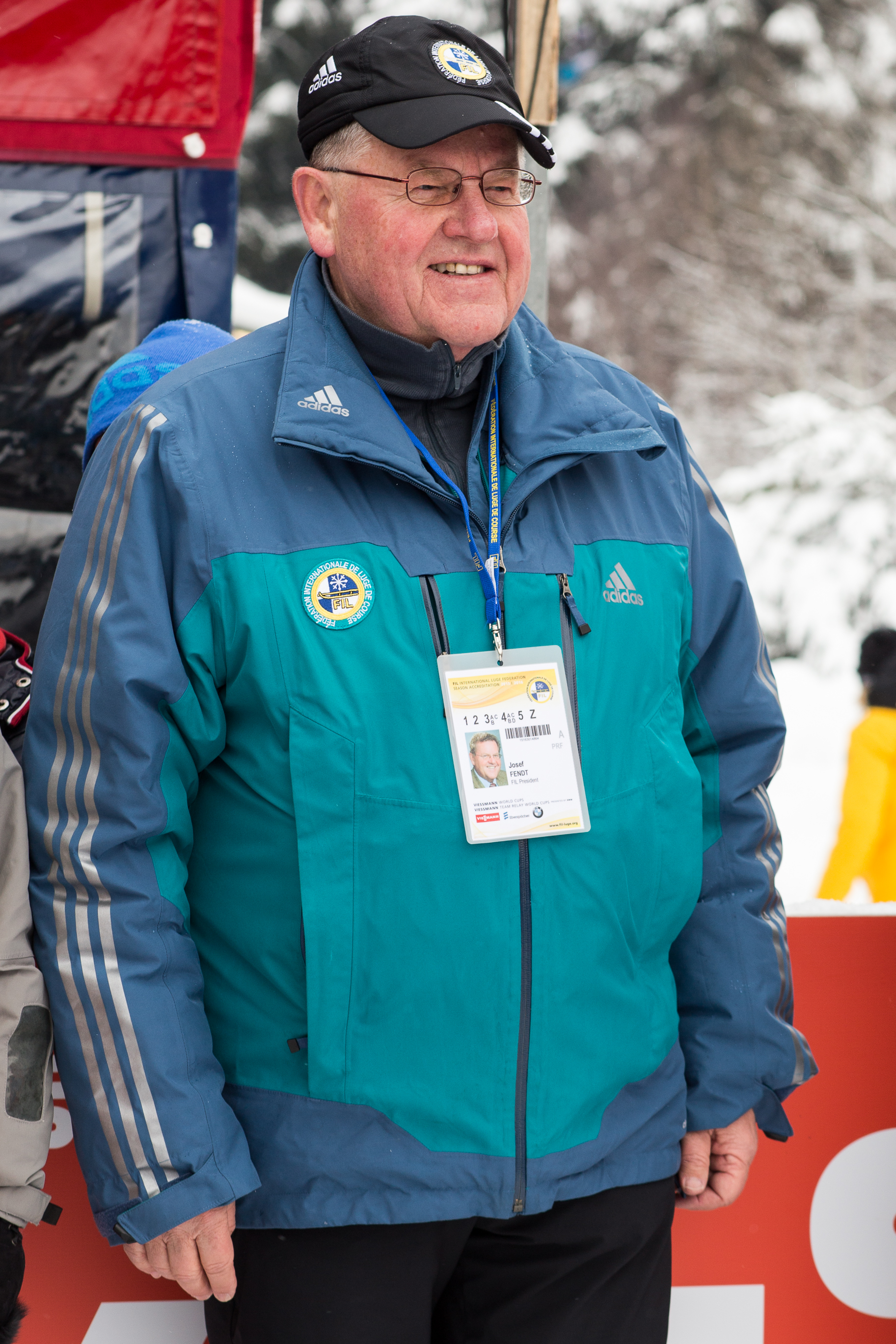
Imagen de Josef Fendt, representante de la federación internacional de Luge.

La Federación Internacional de Luge (en francés: Fédération Internationale de Luge de Course, FIL) es la organización internacional que se dedica a regular las normas del deporte de luge a nivel competitivo, así como de celebrar periódicamente competiciones en cada una de sus categorías. 
Fue fundada el 25 de enero de 1957 en Davos (Suiza) por representantes de trece países. Actualmente tiene su sede en la localidad de Berchtesgaden (Alemania) y cuenta con la afiliación de federaciones nacionales.
El presidente en funciones (2009) es Josef Fendt de Alemania y el secretario general, Svein Romstad de los Estados Unidos.

## Historia
El 12 de febrero de 1883 se disputó la primera competición internacional de luge, con una carrera de 4 km entre Davos y Klosters, Suiza. En 1913, Austria, Alemania y Suiza fundaron la Internationaler Schlittensportverband (Federación Internacional del Deporte de Trineo) en Drente, Alemania. En 1935, esta se unió a la Federación Internacional de Bobsleigh y Tobogganing como "Sección de Luge". Finalmente, el 25 de enero de 1957, se fundó la Federación Internacional de Luge con miembros de trece países. Ese mismo año, en la 53.ª Sesión del Comité Olímpico Internacional en Sofía, Bulgaria, se unió al COI. En 1959, en la 55.ª sesión del Comité Olímpico Internacional en Múnich, Alemania, las competiciones de luge se incluyeron en el programa oficial de los Juegos Olímpicos de Innsbruck 1964.

## Eventos
Las principales competiciones a cargo de la FIL son:
- Campeonato Mundial de Luge
- Campeonato Europeo de Luge

## Organización
La estructura jerárquica de la unión está conformada por el presidente y los vicepresidentes, el director general, el Congreso (efectuado cada dos años), el Comité Ejecutivo, el Consejo y el Comité Técnico.

### Presidentes
| N.º | Periodo   | Nombre         | País     |
| --- | --------- | -------------- | -------- |
| 1   | 1957-1994 | Bert Isatitsch | Austria  |
| 2   | 1994-     | Josef Fendt    | Alemania |

## Federaciones nacionales
En 2009 la FIL cuenta con la afiliación de 50 federaciones nacionales de los cinco continentes.
| N.º | País                                 | Federación                                                  | Página web                                           |
| --- | ------------------------------------ | ----------------------------------------------------------- | ---------------------------------------------------- |
| 1   | Alemania                             | Bob- und Schlittenverband für Deutschland                   |                                                      |
| 2   | Andorra                              | Associació Andorrana de Luges                               |                                                      |
| 3   | Antillas Neerlandesas                | Federación de Luge de las Antillas Neerlandesas             |                                                      |
| 4   | Argentina                            | Asociación Argentina de Bobsleigh, Skeleton y Luge          |                                                      |
| 5   | Australia                            | Australian Luge Association                                 |                                                      |
| 6   | Austria                              | Österreichischer Rodelverband                               |                                                      |
| 7   | Bélgica                              | Association Belge de Luge de Course                         |                                                      |
| 8   | Bermudas                             | Bermuda Bobsled, Skeleton & Luge Association                |                                                      |
| 9   | Bosnia y Herzegovina                 | Luge Association of Bosnia and Herzegovina                  |                                                      |
| 10  | Brasil                               | Confederação Brasileira de Desportos no Gelo                |                                                      |
| 11  | Bulgaria                             | Bulgarian Luge Federation                                   |                                                      |
| 12  | Canadá                               | Canadian Luge Association                                   |                                                      |
| 13  | China                                | Asociación China de Luge                                    |                                                      |
| 14  | Corea del Sur                        | Federación Coreana de Luge                                  |                                                      |
| 15  | Croacia                              | Federación Croata de Bobsleigh, Skeleton y Luge             |                                                      |
| 16  | Eslovaquia                           | Slovenský zväz sánkarov                                     |                                                      |
| 17  | Eslovenia                            | Sankaška zveza Slovenije                                    |                                                      |
| 18  | España                               | Federación Española de Deportes de Hielo                    |                                                      |
| 19  | Estados Unidos                       | United States Luge Association                              |                                                      |
| 20  | Estonia                              | Estonian Association of Luge Sports                         |                                                      |
| 21  | Finlandia                            | Federación Finlandesa de Luge                               |                                                      |
| 22  | Francia                              | Fédération Française des Sports de Glace                    |                                                      |
| 23  | Georgia                              | Federación de Luge de la República de Georgia               |                                                      |
| 24  | Grecia                               | Hellenic Ice Sports Federation                              |                                                      |
| 25  | Hungría                              | Asociación Húngara de Luge                                  |                                                      |
| 26  | India                                | Asociación India de Luge Amateur                            |                                                      |
| 27  | Islas Vírgenes de los Estados Unidos | U.S. Virgin Islands Luge Federation                         |                                                      |
| 28  | Israel                               | Federación de Luge de Israel                                |                                                      |
| 29  | Italia                               | Federazione Italiana Sport Invernali                        |                                                      |
| 30  | Japón                                | Japan Bobsleigh and Luge Federation                         |                                                      |
| 31  | Kirguistán                           | Federación de Luge de Kirguistán                            |                                                      |
| 32  | Letonia                              | Federación Letona de Luge                                   |                                                      |
| 33  | Liechtenstein                        | Federación de Luge de Liechtenstein                         |                                                      |
| 34  | Moldavia                             | Federación de Ski y Luge de la República Moldava            |                                                      |
| 35  | Noruega                              | Norges Ake- og Bob- og Skeletonforbund                      |                                                      |
| 36  | Nueva Zelanda                        | New Zealand Olympic Luge Association                        |                                                      |
| 37  | Países Bajos                         | Bob en Slee Bond Nederland                                  |                                                      |
| 38  | Polonia                              | Polski Związek Sportów Saneczkowych                         |                                                      |
| 39  | Puerto Rico                          | Federación de Deportes de Invierno de Puerto Rico           |                                                      |
| 40  | Reino Unido                          | Great Britain Luge Association                              | Archivado el 13 de abril de 2009 en Wayback Machine. |
| 41  | República Checa                      | Českomoravská sáňkařská asociace                            |                                                      |
| 42  | Rumania                              | Federaţia Română de Bob şi Sanie                            |                                                      |
| 43  | Rusia                                | Federación Rusa de Luge                                     |                                                      |
| 44  | Serbia                               | Asociación Serbia de Luge                                   |                                                      |
| 45  | Suecia                               | Svenska Bob- och Rodelförbundet                             |                                                      |
| 46  | Suiza                                | Schweizerischer Luge-, Schlittel- und Skeleton-Sportverband |                                                      |
| 47  | Tailandia                            | Federación Tailandesa de Luge                               |                                                      |
| 48  | Taiwán                               | Asociación de Bobsleigh y Luge de Taiwán                    |                                                      |
| 49  | Ucrania                              | Federación Ucraniana de Luge                                |                                                      |
| 50  | Venezuela                            | Federación Venezolana de Deportes de Invierno               |                                                      |